# Exorista securicornis
Exorista securicornis là một loài ruồi trong họ Tachinidae.